# Gwichʼin

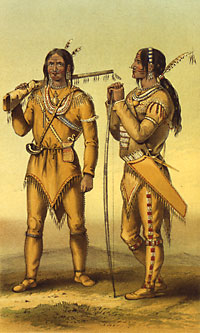
Kutchin-Jäger 1847

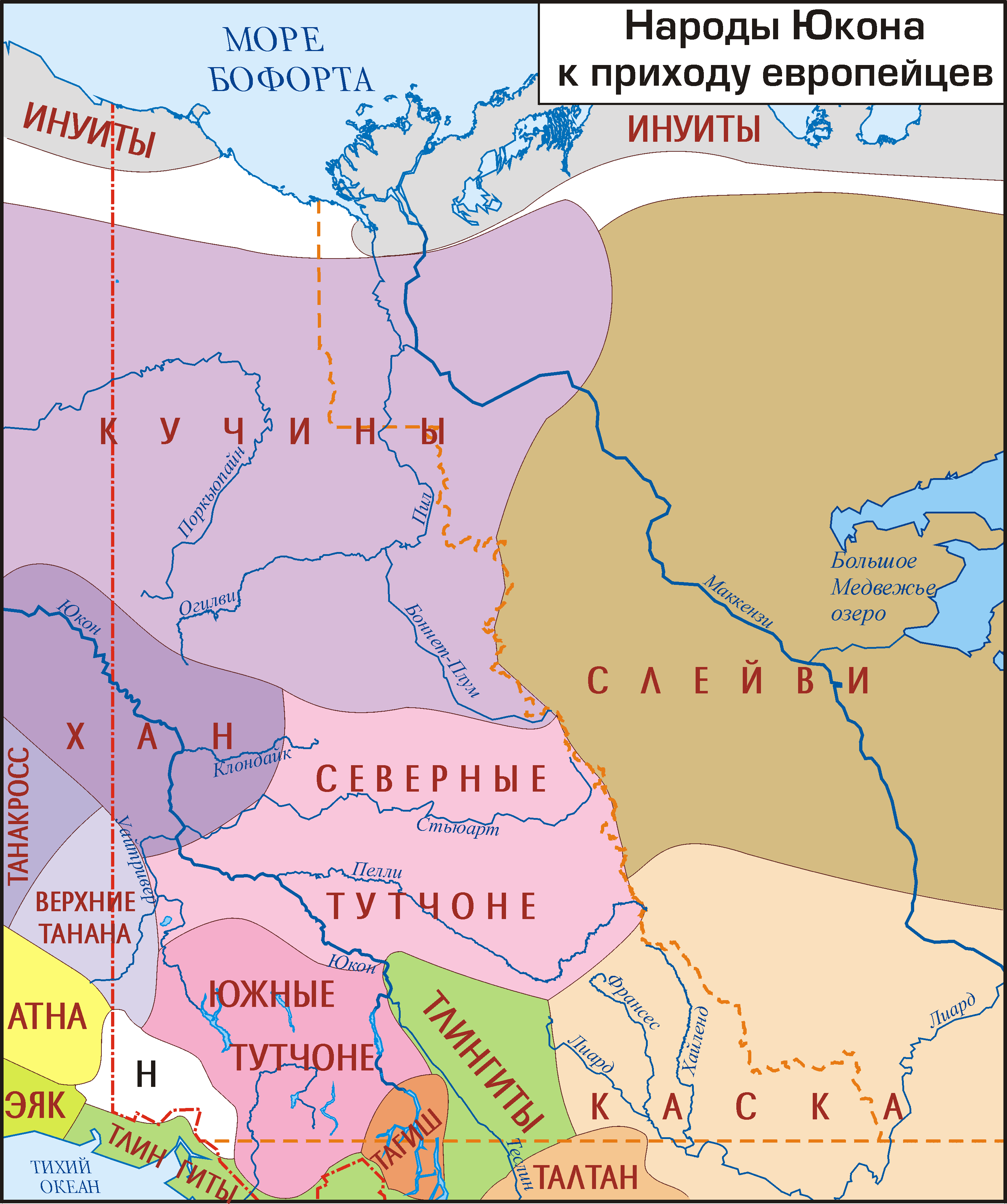
Siedlungsgebiet der Gwich'in (mittleres blauviolett im Norden) u. a. First Nations im Yukon-Territorium, Nordwest-Territorien und Alaska vor Ankunft der Europäer. Karte (russisch) des Linguarium-Projektes der Lomonossow-Universität.

Die Gwich'in oder Gwitchin (früher auch Kutchin genannt) sind eine indianische Stammesgruppe im Grenzgebiet zwischen Kanada und Alaska und zählen sowohl sprachlich als auch kulturell zu den Alaska Athabasken und Nördlichen Athabasken. Von französisch-kanadischen Voyageurs (Pelzhändlern) wurden sie als Loucheux oder Loucheaux („Schielende“, „Schieler“ oder „Schielauge“) bezeichnet, während die Briten sie als Tukudh oder Tukkuth bezeichneten, da die erste Bibelübersetzung durch anglikanische Missionare im Dialekt der Dagoo Gwich'in / Dagudh Gwich'in / Tukudh Kutchin / Tukkuthkutchin / Upper Porcupine River Kutchin erfolgte.
Weitere Namen der Gwich'in (meist nur die Bezeichnung für eine einzelne Gruppe, die dann auf alle übrigen übertragen wurde) sind: Kutcha Kutchin, Yukon Flats Kutchin, Fort Indians, Ik-kil-lin, Gilder, Itchali, It-ka-lya-ruin, Nuwukmiut, Itkpe’lit, It-ku’dlin, Lowland People, Na-Kotchpo-tschig-Kouttchin, O-til’-tin und Rat Indians.
Sie bezeichnen sich selbst bisweilen als Dinjii Zhuu (wörtlich: „kleine Leute“, mit der Bedeutung: „demütige, bescheidene Leute“), wobei sie unter diesem Begriff oftmals alle Indianer verstanden, um sie von den oftmals feindlichen Yupik und Iñupiat Eskimo – von ihnen Ch'ineekaii genannt – sowie später von den Europäern abzugrenzen.
Sie stehen sprachlich-kulturell den ebenfalls zu den Alaska Athabasken zählenden Han (Hän Hwëch'in), den Tutchone (Huč’an / Ku Dän) und Upper Tanana (Kohtʼiin) sehr nahe, wobei nördliche Gwich'in Bands von den Yupik und Iñupiat Eskimo manche Kulturtechniken übernommen haben.
Die rund 9000 Gwich'in leben heute zumeist in 15 Siedlungen und Gemeinden im Nordosten und Osten vom Interior Alaska, im Norden vom Yukon und im Nordwesten der Nordwest-Territorien. Weitere Gwich'in leben in drei mehrheitlich von Koyukun (Hut’aane / Hotana) sowie in einer mehrheitlich von Han (Hän Hwëch'in) bewohnten Siedlung in Alaska.

## Stammesgebiet
Die Gwich'in durchstreiften einst die Nadelwälder, Waldtundren und offenen Tundren Alaskas und Kanadas im Flussgebiet des Yukon River und dessen Nebenflüssen Birch Creek, Beaver Creek, Pelly River, Porcupine River und Chandalar River sowie im Flussgebiet und Delta des Mackenzie River und dessen Nebenflüssen Arctic Red River, Peel River und Horn River. Die meisten Gebiete lagen hierbei nördlich des Polarkreises. Die Gwich'in sind der am weitesten im Norden lebenden Stamm aller Indianer Nordamerikas.
Im Norden ihres Stammesgebiets lebten verschiedene Gruppen der Iñupiat (Alaska) und Inuvialuit Inuit (Yukon und Nordwest-Territorien), im Osten lebten die regionalen Stammes- bzw. Dialektgruppen der K'ahsho Got'ine (Hare(skin) Dene) und Shita Got'ine/Shúhtagot'ine (Mountain Dene) der North Slavey (zumeist östlich des Anderson River und Mackenzie River), im Südosten die Northern Tutchone, im Süden die eng verwandten Han (Hän Hwëch'in) (Han Gwich'in), im Südwesten die Tanacross und Tanana (Lower Tanana) / Middle Tanana der Tanana Athabasken (Tanan Gwich'in) sowie im Westen die Koyukon (Teetsii Gwich'in).
Als halbnomadische Jäger und Sammler zogen sie zumeist in kleinen Familienverbänden umher und lebten mehrheitlich vom Fischfang, der Karibujagd  und dem Sammeln von Früchten und Wildpflanzen.

## Sprache
Ihre gleichnamige Sprache Gwich'in (Kutchin, Takudh, Tukudh, Loucheux) oder Dinjii Zhu' Ginjik gehört zur Familie der Nördlichen Athabaskischen Sprachen, dort zur regionalen Untergruppe namens Central Alaska–Yukon und bildet zusammen mit dem Hän (Häɬ goɬan) bzw. Han (Hankutchin, Moosehide, Dawson, Gens du Fou, Han Gwich-in, Han-Kootchin) der Hän (Hän Hwëch'in) hierin nochmals die sprachliche Untergruppe Kutchin-Han. Allgemein wird eine westliche Dialektgruppe (größtenteils in Alaska) und eine östliche Dialektgruppe (Yukon und Nordwestterritorien) unterschieden, wobei jede Band bzw. heute Siedlung wiederum einen eigenen Dialekt aufweist. Waren die meisten Sprecher Alte und Ältere, von denen 1998 nur noch 40 ihre Muttersprache zu Hause sprachen und weitere angaben, sie zu beherrschen, jedoch nicht aktiv zu sprechen, so hat sich die Anzahl der Muttersprachler bzw. derjenigen die diese beherrschen durch ein intensives Revitalisierungsprogramm an Schulen, das versucht diese an die nächsten Generationen weiterzugeben, wieder erhöht. Die Sprache wird heute wieder von ca. 400 Stammesangehörigen in den Nordwest-Territorien und im Yukon gesprochen (westliche Dialektgruppe) sowie von ca. 300 weiteren Stammesangehörigen in Alaska (östliche Dialektgruppe). Gwich'in (Dinjii Zhu' Ginjik) hat – neben anderen indigenen Sprachen und dem kanadischen Englisch sowie dem kanadischen Französisch – zudem den Status einer offiziellen Amtssprache in den Nordwest-Territorien.

## Zugehörige Stämme und Clans
Einst unterteilten sich die Gwich'in neun separate regionale Bands, die in mehrere Lokalgruppen (local bands) gegliedert waren, die wiederum aus einer oder mehreren matrilinearen Großfamilien bestanden. Jede dieser Bands sprach ihren eigenen Dialekt, konnte sich jedoch gegenseitig verständigen. Jede Band bezeichnete sich als Gwich'in („Volk“; wörtlich: „Bewohner einer Gegend“) sowie unter Einbeziehung des Namens des jeweiligen Hauptdorfes oder Flusses als Ortsangabe zur eindeutigen Identifizierung und Abgrenzung gegenüber benachbarter, aber unterschiedlicher Bands. So bezeichneten sich die Gwich'in entlang des Black River als Draan'jik Gwich'in; der Name leitet sich von der Bezeichnung des Black Rivers als Draan'jik (und somit als Ortsangabe) und von Gwich'in („Bewohner einer Gegend“) als Hinweis, dass es sich hierbei um ihr Stammesgebiet handelt, ab und bedeutet wörtlich („Bewohner der Gegend entlang des Black River“) – wird jedoch meist als („Volk entlang des Black River“) wiedergegeben (siehe gleiches: Hwech’in / Hwëch’in bei den Han sowie Huč’an / Ku Dän bei den Tutchone).
Historische Gwich'in Bands von West nach Ost:
- Di'hąįį Gwich'in / Di'haii Gwich'in / Upper Koyukuk River Kutchin („Volk, das am weitesten flussabwärts lebt“; lebten in der Tundra entlang des Colville River nördlich des Polarkreises im Norden Alaskas bis zum Upper Koyukuk River in der Waldtundra im Süden, wurden Mitte des 19. Jhd. von den Nunamiut Iñupiat aus ihrer Heimat vertrieben, schlossen sich hierauf den südöstlich lebenden Neets'ąįį Gwich'in an; heute: Venetie (Vįįhtąįį), Alaska)[6]
- Neets'ąįį Gwich'in / Neets'it / Natsikutchin / Chandalar River Kutchin („Bewohner der Nordseite [des Yukon River]“; lebten am Nordufer des Yukon River (Yukon – „großer Fluß“) sowie im Flussgebiet des Chandalar River (T'eedriinjik) ostwärts bis zum Sheenjek River; heute: Arctic Village (Vashrąįį K’ǫǫ) und Venetie sowie einige in Fort Yukon, Alaska)
- Dendu Gwich'in / Deenduu / Dendoo Gwich'in / Birch Creek Kutchin („Volk im Vorgebirge der Tanana Hills und White Mountains“ wörtlich jedoch „Bewohner der anderen Seite [Südseite  des Yukon River], d. h. Bewohner des Birch Creek“, lebten meist am Südufer des Yukon River sowie im Flussgebiet des Birch Creek (K'iidòotinjik) und Beaver Creek (Tsèenjik)[7], auch als Ishenzhik  Gwich’in –  „Bewohner des Birch Creek“ bezeichnet, Eigenbezeichnung: Tsatet’aich’in – „Bewohner der zusammenfließenden Bäche, d. h. des Birch Creek, Beaver Creek, deren Nebenflüsse und die Sumpfgebiete“; heute: Birch Creek (Denduu) sowie einige in Fort Yukon, Alaska)[8]
- Gwichaa Gwich'in / Yukon Flats Kutchin („Volk der Yukon Flats (Yukon Ebenen)“ oder „Fort Yukon Volk“, lebten in den Yukon Flats beiderseits des Yukon River bis zum Zusammenfluss von Yukon River (Yukon – „großer Fluss“) und Porcupine River (Ch’ôonjik); heute: Fort Yukon (Gwicyaa Zhee / Gwichyaa Zheh – „Haus in den Yukon Flats (Yukon Ebenen)“), Circle und Beaver, Alaska)
- Draan'jik Gwich'in / Tranjikutchin / Black River Kutchin („Volk entlang des Black River (Draan'jik)“, lebten östlich der Gwichaa Gwich'in / Yukon Flats Kutchin im Flussgebiet des Black River (Draan'jik – „Proviantlager entlang des Flusses“) und des Salmon Fork River; heute: Chalkyitsik (Jałgiitsik) sowie einige in Fort Yukon, Alaska)
- Van Tat Gwich'in / Vuntut / Vantee Gwitchin / Crow River Kutchin („Volk inmitten der Seen (der Old Crow Flats)“ oder „Old Crow Flats Volk“, lebten entlang Bluefish River (Shriijaa Njik) sowie entlang des Middle Porcupine River (Ch’ôonjik) und des Old Crow River (Chyahnjik) sowie in den ca. 6.170 km² großen Old Crow Flats (Old Crow Ebenen), 75 km nördlich des Polarkreises und 110 km südlich der Beaufort Sea, die von den Richardson Mountains im Osten, den British und Barns Ranges im Norden, den Davidson Mountains im Westen und den Crow Mountains im Südwesten fast eingeschlossen sind, und durch mehr als 2000 kleinen Seen, Teichen und Sümpfen geprägt werden und daher von den Gwich'in Van Tat („viele Seen“, abgel. von Van = „See“, Tat = „viele“) genannt wurden[9]; heute: Old Crow (Van Tat), Yukon), traditionelle Camps der Van Tat Gwich'in (einige wurden später zu Handelsposten und festen Siedlungen ausgebaut) waren Rampart House (Gindèhchìk, 1947 als Siedlung aufgegeben), Schaeffer Lake (K’ìi Zhìt, am Schaeffer Creek (Neetaii)), Crow River (Chyahnjik) und Crow Flats (Van Tat).[10] – manchmal auch als Middle Porcupine River Kutchin bezeichnet.
- Dagoo Gwich'in / Dagudh Gwich'in / Tukudh Kutchin / Tukkuthkutchin / Upper Porcupine River Kutchin („Volk im Gebiet der Schneehühner“ oder „[Upper] Porcupine River Volk“, lebten östlich und südlich der Van Tat Gwich'in zumeist im Bergland entlang des Upper Porcupine River (Ch’ôonjik), des Whitestone River (Sheihveenjik), des Fishing Branch River (Ni'iinlii Njik), Driftwood River (Troo Chòo Njik), des Miner River (Ch'inèetsii Njik), des Bell River (Chii Vee Njik), des Eagle River (Ch'izhìn Njik) bis zum Blackstone River (Tth'oh zraii njik) und dem Oberlauf des Ogilvie River (Gwazhàl Njik), beides Quellflüsse des Peel River (Teetl'it njik), einschließlich des westlichen Oberen Peel River-Beckens, traditionelle Camps der Dagoo Gwich'in (einige wurden später zu Handelsposten und festen Siedlungen ausgebaut) waren LaPierre House (Zheh Gwatsàl – „kleines Haus“, am Bell River, ca. 120 km westlich von Old Crow), Whitestone Village (Chuu Tl'it), Johnson Creek Village (Kâachik, wörtlich: „Wintersiedlung“) und Driftwood Village (Troo Chòo Njik, an dessen Mündung), Fischgründe stellten große Seen wie der Whitefish Lake (Ch'ihilii Chìk, östlich des Porcupine River und südlich des Bell River)[11] und der Porcupine Lake (Ch'ijuulaii) dar, schlossen sich nach einer Epidemie und der Dezimierung der Karibuherden in den 1950er Jahren den Van Tat und Teetł'it Gwich'in an; heute: Old Crow (Van Tat), Yukon und Fort McPherson, Northwest Territories)
- Teetł'it Gwich'in / Teetl'it Zheh Gwich'in / Tatlitkutchin / Peel River Kutchin („Volk am Oberlauf des Peel River (Teetl'it njik)“ oder „Fort McPherson Volk“, lebten in den Bergen und Flusstälern am Oberlauf des Peel River und dessen Nebenflüssen – am Blackstone River (Tth'oh zraii njik), Hart River, Wind River, Bonnet Plume River und Snake River (Gyûû dazhoo njik / Gyuu dazhoo njik)[12] – flussabwärts einschließlich des Trail Rivers und Stoney Creeks bis zum traditionellen Handelsplatz Teetl'it Zheh (Fort McPherson); heute: Fort McPherson, Northwest Territories)
- Gwichyaa Gwich'in / Kutchakutchin / Yukon Flats Kutchin („Volk der Yukon Flats (Yukon Ebenen)“ oder „Volk des Arctic Red River“, östlichste Gwich'in Band, lebte von den Yukon Flats ostwärts entlang der Flussgebiete des Arctic Red River (Tsiigèhnjik), des Mackenzie River (Nagwichoonjik), des Travaillant River (Khaii Luk Tshik) („(mouth of) winter fish creek“) sowie des Tree River (Dachan choo gëhnjik)[13]; heute: Tsiigehtchic (früher: Arctic Red River), Northwest Territories sowie Fort Yukon und Venetie, Alaska) – diese wurden fälschlicherweise auch als Nakotchokutchin / Mackenzie Flats Kutchin bezeichnet, da sie im Delta des Mackenzie River (Nagwichoonjik) („großes weites Land durchfließender Fluss“) lebten.

Oftmals werden diese neun Bands auch folgend aufgeführt (mit variierender Namensbezeichnung): Dihai (Upper Koyukuk River Kutchin), Kutcha (Yukon Flats Kutchin), Natsit (Chandalar River Kutchin), Tennuth (Birch Creek Kutchin), Tranjik (Black River Kutchin) und Vunta (Crow River Kutchin) in Alaska sowie die Nakotcho (Mackenzie Flats Kutchin), Takkuth/Tukkuth (Upper Porcupine River Kutchin) und Tatlit (Peel River Kutchin) in Yukon und Northwest Territories in Kanada.
Um die jeweils verschiedene Dialekte sprechenden Bands der Gwichaa Gwich'in und Gwichyaa Gwich'in / Kutchakutchin, die sich beide als „Volk der Yukon Flats“ bezeichnen, voneinander unterscheiden zu können, nennen sich Erstere heute oftmals Gwichyaa Zhee Gwich'in „Volk von Fort Yukon“ und Letztere „Volk am Arctic Red River (Tsiigèhnjik)“.
Während der Kolonialisierung und des Pelzhandels hatten sich neue Gwich'in Bands rund um die errichteten Handelsposten formiert und teilweise angesiedelt, andere kleinere Bands bzw. Lokalgruppen wurden wiederum durch eingeschleppte Seuchen ausgelöscht, die Überlebenden schlossen entweder benachbarten Bands an oder bildeten neue regionale Bands; zuletzt wurden oftmals mehrere Gwich'in Bands zwangsweise in einer Siedlung durch die kanadische und amerikanische Regierung angesiedelt.
Nicht mehr existierende Gwich'in Bands:
- K'iitł'it Gwich'in / K'iitl'it / Ketlit Kutchin / Keet la Koo chin („Volk von K'iitł'it, d. h. vom Upper Koyukuk River und Anaktuvuk Pass“ – wurden von benachbarten Gwich'in als Yeedi' Gwich'in Nąįį – „Volk, das flussabwärts lebt“ bezeichnet; schlossen sich nach zwei verlustreichen Schlachten gegen Nunamiut Iñupiat und Koyukon sowie einem Scharlach-Ausbruch den Di'hąįį Gwich'in / Di'haii Gwich'in an, später als Teil dieser dann den Neets'ąįį Gwich'in; heute: Venetie, Alaska, einige sind auch unter den Draan'jik Gwich'in / Tranjikutchin und Van Tat Gwich'in zu finden – Nachfahren gibt es auch in Stevens Village, Alaska – sie identifizieren sich jedoch heute als Koyukon)[14]
- Tatsa Gwich'in / Tatsakutchin (wahrscheinlich identisch mit den Dendu Gwich'in, Eigenbezeichnung: Tsatet’aich’in – „Bewohner der zusammenfließenden Bäche, d. h. des Birch Creek, Beaver Creek, deren Nebenflüsse und die Sumpfgebiete“, manchmal als Lokalgruppe der Gwichyaa Gwich'in / Kutchakutchin betrachtet, lebten beiderseits des Yukon bis zur Mündung des Tanana Rivers im Gebiet des heutigen Rampart, Alaska)[15]
- Shoo Draanjik (vermutlich eine Lokalgruppe der Draan'jik Gwich'in / Tranjikutchin)
- Tennuth Gwich'in / Tennuthkutchin / Birch Creek Kutchin („Volk entlang des Birch Creek“, einem Nebenfluss des Yukon in Alaska, von den später hier lebenden Dendu Gwich'in / Deenduu / Dendoo Gwich'in als Gwit'ee Gwich'in („People living under“) bezeichnet; heute evtl. einige Nachfahren unter den Dendu Gwich'in / Deenduu / Dendoo Gwich'in in Birch Creek, Alaska)

Neu entstandene / formierte Gwich'in Bands:
- Danzhit Hanlaih Gwich'in („Volk, wo das Wasser aus den Bergen fließt“, ursprünglich höchstwahrscheinlich eine oder mehrere Lokalgruppen der Gwichaa Gwich'in / Yukon Flats Kutchin, die sich hier niederließen und eine separate Identität entwickelten; heute: Circle (Danzhit Khaiinląįį), Alaska)
- Edhiitat Gwich'in / Ehdii Tat Gwich'in („Volk im Mackenzie River Delta“; heute: Aklavik, Northwest Territories)
- Nihtat Gwich'in („gemischte Völker“, ein Zusammenschluss mehrerer Gwich'in Bands; heute: Inuvik, Northwest Territories)

Oftmals werden als Edhiitat Gwich'in / Ehdii Tat Gwich'in sowohl die heutigen Nihtat Gwich'in als auch die Edhiitat Gwich'in / Ehdii Tat Gwich'in bezeichnet, da deren Dialekt eine Mixtur der Dialekte der Teetł'it Gwich'in und Gwichyaa Gwich'in ist.
Fälschlich als Gwich'in Bands gruppierte Athabaskische Völker:
Die sprachlich eng verwandten südlich lebenden Hän (Hän Hwëch'in) wurden in der älteren Fachliteratur meist als Hankutchin bezeichnet (abgel. vom Gwich'in-Wort hangʷičʼin bzw. Han Gwich'in – „Volk entlang des Flusses, d. h. des Yukon River“) und somit oftmals fälschlich als eine Band der Gwich'in betrachtet; sie sind jedoch von diesen zu unterscheiden und begreifen sich als zwar verwandte, jedoch separate Ethnie.
Ähnliches gilt für die Tutchone (Huč’an / Ku Dän) die ebenfalls in älteren Quellen oft als Tutchonekutchin bezeichnet werden.
Zudem sind unter den jeweiligen Gwich'in-Bezeichnungen Teetsii Gwich'in („Volk im Schatten, d. h. der dichten Wälder“) die Koyukon (Hut’aane / Hotana) und Tanan Gwich'in („Volk entlang des Tanana River (Tanan Gwinjik)“) die nach dem Fluss benannten Tanana Athabasken (Kokht'ana / Koxt'een / Kohtʼiin) zu verstehen.
Soziale Gruppierung in Gwich'in Clans:
Drei große Clans, darunter einer mit niedrigerem Status, lassen sich unterscheiden.
Die Nantsaii, wörtlich „Die ersten auf dem Land“, und Chits'aa, „die Helfer“, dominieren das Clansystem. Der dritte Clan, die Tenjeraatsaii, die „Unberührbaren“ oder „Unabhängigen“, steht ihnen nach. Dieser dritte Clan nimmt alle auf, die innerhalb ihres Clans geheiratet haben, was als Tabubruch gilt. Dazu kommen alle, die keinem Clan angehören. Auch Kinder von Nicht-Gwich'in gehören zu ihm, doch der nicht zum Stamm gehörende Elternteil bleibt auch außerhalb des Clansystems.

## Geschichte

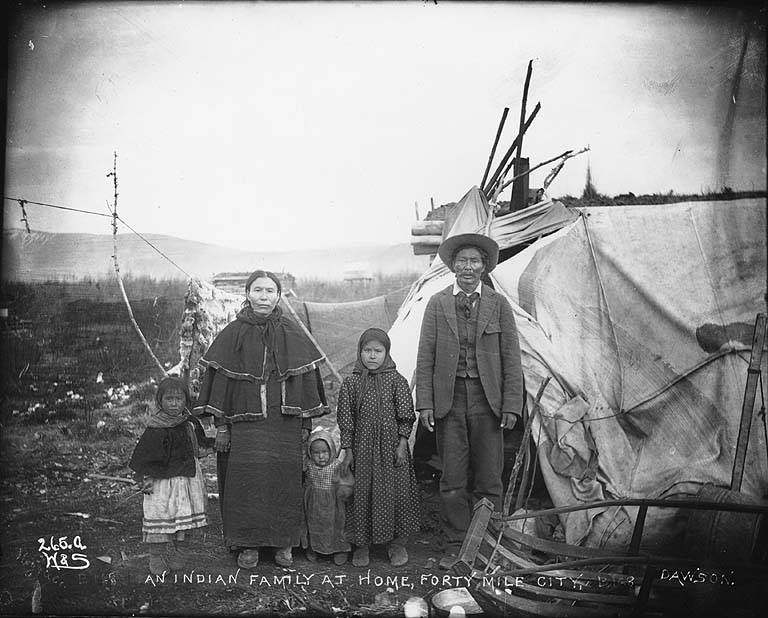
Kutchin-Familie aus Forty Mile City, 1899

Die Gwich'in leben wohl seit mehr als 10.000 Jahren im heutigen Wohngebiet. Im Nordosten des in Alaska gelegenen Gates of the Arctic National Park, an der Putu Site fanden sich 11.000 Jahre alte Spuren menschlicher Anwesenheit. Zwar gibt es möglicherweise noch ältere Spuren, doch sind sie umstritten. Die ebenfalls nordöstlich des Parks gelegene Gallagher Flint Station ist rund 10.500 Jahre alt. Die so genannten Northern Archaic people sind die ersten Bewohner, die sich einem engeren Kulturraum zuweisen lassen. Sie erschienen um 4.500 v. Chr. Sie gelten bereits als indianische Kultur, die bereits auf Fisch und Karibu basierte.
Um 2200 v. Chr. änderten sich die Werkzeuge, die arktische Kultur der kleinen Werkzeuge setzte sich durch, oder es fand eine Zuwanderung statt, möglicherweise Eskimos. Sie war nicht, wie die vorangegangene Kultur, eine reine Festlandskultur, sondern weist auch Anzeichen einer Küstenkultur auf, und könnte von daher mit der um 3000 v. Chr. beginnenden Zuwanderung von Eskimo-Gruppen zusammenhängen. Sie reichte ostwärts bis Grönland. Der letzte Komplex dieser arktischen Kultur war der Ipiutak-Komplex, der bis um 500 n. Chr. reichte.
Zahlreiche Erzählungen beinhalten Bruchstücke aus der fernen Vergangenheit der Stämme in verklausulierter Form. Sie beginnen häufig mit „In den alten Tagen“ (Deenaadai) und setzen fort, „als alle Menschen mit den Tieren sprechen konnten, und alle Tiere mit den Menschen sprechen konnten“. Die spirituelle Welt der Gwich'in benötigt keinen Gott, denn alle Dinge und Lebewesen besitzen einen Geist. Dabei galten die Inupiat (in Gwich'in: Ch'ineekaii) vom Kobuk River als herausragende Schamanen. Solche Dinjii Dazhan standen in hohem Ansehen, hatten Kontakt zu übernatürlichen Kräften, konnten das Verhalten der Beutetiere beeinflussen und verfügten über heilende Kräfte und Kenntnisse.

### Europäische Entdecker und Pelzhändler
Alexander Mackenzie war wohl 1789, auf seiner Entdeckungsfahrt zur Beaufortsee, der erste Europäer, der den Gwich'in begegnete. Sie waren zu dieser Zeit in neun Stämme geteilt. Er legte ihnen den Namen „Quarrellers“ bei. Die späteren Pelzhändler, die teils Französisch, teils Englisch sprachen und der North West Company angehörten, nannten sie „Squinters“, „Squinteye“ oder „Loucheux“, also „Schieler“ oder „Schielauge“.
Der eigentliche Pelzhandel begann 1806 mit der Errichtung von Fort Good Hope, an der Mündung des Bluefish River (Shriijaa Njik), doch wurde dieser Posten noch vor 1811 flussabwärts verlegt; die neue Niederlassung befand sich jedoch nicht mehr im Gwich'in Territorium, sondern nun auf Land einer regionalen Gruppe der North Slavey, die auf Grund des vielversprechenden Handels – sowie zum Schutz vor feindlichen Eskimos und Gwich'in – den Posten in ihrer Nähe wünschten.
Dieser Tatsache verdanken wir Einblicke in eine noch vergleichsweise wenig von den Europäern beeinflusste Gesellschaft. Dabei brachte zunächst der Handel Europäer und Indianer in Kontakt. Gegen blaue und weiße Perlen, dazu Metallgegenstände, tauschten die Indianer vor allem Biber- und Nerzpelze. Dabei standen die Perlen so hoch im Kurs, dass sie 1814 ihre Pelze kurzerhand wieder mitnahmen, als nicht genügend davon im Fort waren. Im Sommer 1823 zog das Fort erneut weiter flussabwärts, diesmal gegen den Widerstand verschiedener regionaler Gruppen der North Slavey – hier der Hare(skin) Dene (K'ahsho Got'ine) und der Great Bear Lake Dene (Sahtú Got'ine) am Great Bear Lake. Aus Furcht vor den Eskimos schlug der Leiter des Forts im Sommer 1827 den Hare(skin) Dene (K'ahsho Got'ine) und „Loucheux“ (Gwich'in) vor, das Fort wieder in der Nähe der Stromschnellen, jedenfalls weiter weg von den „Esquimeaux“ (Eskimo), zu erbauen. Daraufhin wurde es auf eine Halbinsel zwischen Jackfish Creek und dem Ostufer des Mackenzie River verlegt. Er war der nördlichste Handelsposten der Gesellschaft und ist heute nach den hier ansässigen North Slavey auch als Charter Community of K'asho Got'ine bekannt.
1823 führte ein sog. Trading Chief (Häuptling der die Handelskontakte zwischen Europäern und indianischen Gruppen kontrollierte) der Gwich'in die indianischen Fallensteller an, den die Männer der Handelsgesellschaft „Barbue“ nannten, was möglicherweise auf die französische Bezeichnung für den „Bärtigen“ zurückgeht. Erst zwei Jahre später tauchte er mit 1500 Bisamfellen wieder auf und bot seine Unterstützung bei John Franklins zweiter Polarexpedition an. Mit 20.000 Bisamfellen und 2000 Nerzen brachten die Gwich'in und die Hare(skin) Dene (K'ahsho Got'ine), die weiter im Süden lebten, drei Viertel bzw. ein Drittel des Gesamtertrags der Provinz. Biber- und Luchsfelle hingegen stammten ausschließlich von weiter südlich siedelnden Gruppen der South Slavey um Fort Simpson (Líídlîî Køç) (am Zusammenfluss von Mackenzie und Liard River) und um Fort Liard (Echaot’įe Kų́ę́) (an der Mündung des Petitot River in den Liard River).
Das nördlichste Fort hing dabei von der Fleischversorgung der Gwich'in ab. Sie lieferten allein 1826 rund 10.000 Pfund frisches und 3500 Pfund getrocknetes Fleisch, 1000 Karibu-Zungen und 3000 Fische. Dafür erhielten sie Eisenwaren, wie Messer, Äxte, Nadeln, Picken usw., dazu Hüte, Gürtel, Kapuzen, Decken, Hosen, Kämme, aber auch Gewehre, Munition und Schießpulver. Dabei waren die Gwich'in offenbar nicht auf die Briten und Franzosen angewiesen, denn sie handelten über Mittelsmänner auch mit den Russen im Westen.
George Simpson, Governor des Northern Department, erkannte die Schwäche seiner Position durchaus. Die Gwich'in wollten hauptsächlich weiße Perlen, gewissermaßen ein Modeartikel, auf den sie notfalls auch verzichten konnten, und waren selbst hierin nicht von der North West Company abhängig. Allerdings hatte er dabei verkannt, dass die Gwich'in die Perlen inzwischen als eine Art Geld und Tauschmittel einsetzten, und dies noch auf Jahrzehnte taten. Ihm jedenfalls schwebte eine handfestere Abhängigkeit vor.
1826 und 1827 kam es zu Kämpfen mit Barbues Nachbarn, die in den „Lower Loucheux’s Lands“ lebten. Die Ursache lag in seiner Familie. Sein Sohn hatte aus Eifersucht seine Frau erschossen, die die Tochter des Häuptlings jener Gegend war, der wiederum den Tod seiner Tochter rächen wollte. Bei Barbues Stamm handelte es sich wohl um „Upper Loucheux“ oder die Nakotchokutchin / Mackenzie Flats Kutchin (einer bedeutenden Lokalgruppe der Gwichyaa Gwich'in / Kutchakutchin / Yukon Flats Kutchin, einer der historisch neun regionalen Bands der Gwich'in). Bei ihnen und ihren Nachbarn folgte üblicherweise der älteste Sohn dem Vater als Führer des Stammes. Diese Führungsrolle galt auch für den Pelzhandel. Dennoch beanspruchten die Pelzhändler der Company ein Mitspracherecht, wer mit ihnen handeln durfte.
Die Gwichyaa Gwich'in / Kutchakutchin / Yukon Flats Kutchin traten als östlichste Band der Gwich'in offenbar als Zwischenhändler für weiter entfernt lebende Gwich'in, anderen indianischen Stämme sowie Ch'ineekaii (Inuit) auf und konnten erfolgreich ein Handelsmonopol errichten und insbesondere den Handel der begehrten Bisamfelle im Upper Mackenzie Delta (damals einem Niemandsland zwischen Gwich'in und Inuit) unter ihre Kontrolle bringen. Dies führte jedoch immer öfters zu dauerhaften Konflikten mit benachbarten Gwich'in sowie Bands der Athabasken und insbesondere mit den Ch'ineekaii (Inuit), die sich mit der Einführung von Gewehren durch die europäischen Händler immer mehr verschärften. Im Frühjahr 1826 führten Letztere offenbar eine Art Strafexpedition mit 60 Kanus und zahlreichen kleinen Booten durch. Allein auf den Kanus, die mit 8 bis 9 Mann besetzt waren, befanden sich mehr als 500 Männer. Ohne die Gewehre der Pelzhändler hätten die Gwichyaa Gwich'in die Inuit (Ch'ineekaii) wohl kaum vom direkten Zugang zum Fort und seinen Reichtümern abhalten können. Sie verteidigten also mit Waffengewalt ihr Monopol bis um 1850, als sie von Epidemien dezimiert wurden.
Auch die Europäer hatten ihre Abhängigkeit von den Gwichyaa Gwich'in erkannt und versuchten durch Errichtung weiter westlich gelegener Handelsposten inmitten des Gwich'in-Territoriums auch andere Bands am Handel zu beteiligen und Erstere als Zwischenhändler und Monopolisten auszuschalten. In Fort Good Hope hatten sie bereits eine weitere Gwich'in Band kennengelernt, die regelmäßig zum Handel direkt hierher kam: die Teetł'it Gwich'in / Teetl'it Zheh Gwich'in / Peel River Kutchin. Diese berichteten von dem reichen Jagdvorkommen in ihrem Gebiet und baten um die Errichtung eines Handelspostens.
Daher errichtete die Hudson’s Bay Company (HBC) in deren Territorium 1840 zuerst den Handelsposten Peel River House im Gwich'in Dorf Zheh gwajatin (das spätere Fort McPherson), das nach einer Überschwemmung 1848 rund 6 km flussabwärts verlegt und beim Gwich'in Dorf Chii Tsal Dik als Handelsposten und Fort wieder aufgebaut. 1848 wurde LaPierre House (Zheh Gwatsàl, am Bell River, ca. 120 km westlich von Old Crow) im Gebiet der Dagoo Gwich'in / Dagudh Gwich'in / Tukudh Kutchin / Tukkuthkutchin / Upper Porcupine River Kutchin sowie Fort Yukon (Gwicyaa Zhee / Gwichyaa Zheh, am Zusammenfluss von Yukon River und Porcupine River) im Gebiet der Gwichaa Gwich'in / Yukon Flats Kutchin errichtet. Zudem wurde Rampart House (Gindèhchìk) im Gebiet der Van Tat Gwich'in / Vuntut / Vantee Gwitchin / Crow River Kutchin errichtet. Bald kam es jedoch auch unter diesen Gwich'in Bands zu Rivalitäten und die Teetł'it Gwich'in, die zwar wunschgemäß jetzt ihren eigenen Handelsposten hatten, mussten erleben, dass sich die weiter westlich lebenden Gwichaa Gwich'in / Yukon Flats Kutchin als Zwischenhändler zwischen sowohl Russen als auch Briten nun selbst ein Handelsmonopol schaffen wollten. Hatten zuvor die Teetł'it Gwich'in den Pelzhandel des Oberen Yukon kontrollieren können, da zu dieser Zeit der einzige Posten – Fort Good Hope – ihrem Territorium näher lag als denen der weiter westlich lebenden Bands, so hatten sie mit der Errichtung von Fort Yukon diesen Vorteil verloren. Zudem entwickelte sich Fort Yukon auf Grund seiner guten Lage zum zentralen Handelsposten, dies konnten die Teetł'it Gwich'in nicht tolerieren und so kam es zu mehreren tödlichen Auseinandersetzungen zwischen ihnen und den Gwichaa Gwich'in / Yukon Flats Kutchin. Bald hatten jedoch Letztere die Oberhand gewonnen, gaben bald das Jagen auf, unternahmen Handelsunternehmungen zu benachbarten Bands (die sie vom direkten Handel abhielten) und entwickelten sich hierdurch zur politisch und militärisch dominanten Band in den Yukon Flats. Auch den Handel mit den Angestellten der Hudson’s Bay Company diktierten sie nach ihren Vorstellungen: bekamen sie für ihre Felle und Güter nicht die gewünschte Menge oder Qualität an Waren durch die Briten, so drohten sie diese den Russen zu verkaufen (da das Fort bis zum Alaska Purchase von 1867 zu Russland gehörte) – oder noch schlimmer: das Fort auszuhungern oder verhungern zu lassen, im Wissen, dass die Besatzung auf Nahrungsmittellieferungen durch die Gwich'in angewiesen war. Auch andere Gwich'in Bands drohten / kontrollierten hierdurch den Handel mit den Europäern zu ihren Bedingungen (jedoch taten dies ebenfalls die im Pelzhandel tätigen Chipewyan oder Cree).
Doch zwischen Gwich'in und Eskimos gab es noch einen anderen Konfliktherd. Als die Karibus recht früh im Jahr nordwärts zogen, schnitten die Eskimos die Gwich'in von der Riesenherde ab. Diese wiederum fragten im Fort nach mehr Gewehren, doch es gab nicht genug, so dass die Indianer schwer unter Hunger litten. Auch das Fort konnte dabei nicht helfen. Dies wiederum lag daran, dass die Company auf Verschuldung der Indianer am Mackenzie gesetzt hatte, Schulden, die sie durch Pelzlieferungen ausgleichen sollten. Doch bald gab es zu viele Pelze und die Preise fielen. So kamen weniger Waren in den Norden. Das Fort hatte sogar selbst Probleme, sich mit Lebensmitteln zu versorgen, zumal die Händler nichts von der Tierwelt der Region verstanden. Barbues Stamm geriet in äußerste Not. Als er mit 30 seiner Leute vor dem Fort erschien, hatte zudem eine Epidemie unter ihnen gewütet, der auch sein Schwiegersohn zum Opfer gefallen war. Barbue erkrankte, doch genas er bald.
Aus Furcht vor den Eskimos schlug der Leiter des Forts im Sommer 1827 den Hare(skin) Dene (K'ahsho Got'ine) und „Loucheux“ (Gwich'in) vor, das Fort wieder in der Nähe der Stromschnellen, jedenfalls weiter weg von den „Esquimeaux“ (Eskimo), zu erbauen.
1828 erkrankte Barbue erneut und kam am 2. Juli zum Fort. Doch starb er am 21. Juli, obwohl mehrfach Schamanen (Dinjii  Dazhan – „Leute mit Magie / Zauberei“ oder „Magisches Volk“) versuchten, ihn zu retten. Es gingen Gerüchte von Zauberei, aber auch von dem Verlust des Geistes und davon um, er sei mit schlechter Medizin beworfen worden. Normalerweise versuchte ein Schamane die Krankheit aus dem Körper zu befördern, indem er biss, blies oder saugte. Auch andere Heilmethoden waren verbreitet, wie Aderlass, wobei man an dem Häuptling eine sehr spezielle Methode erprobte: Man legte ihn in eine Grube, auf moosbedeckte, heiße Steine und zündete vier Feuer an, die erst gelöscht wurden, als der Patient es nicht mehr aushielt. Zwar konnte der unter Atemnot und Schlaflosigkeit leidende, alte Mann nun schlafen, doch rettete ihm dies nicht das Leben. Er starb zwei Tage später.
Dennoch sollte man die Heiltechniken der Gwich'in nicht unterschätzen. Noch in den 1890er Jahren wurde berichtet, dass eine zerschmetterte Kniescheibe erfolgreich und ohne Infektion genäht wurde. Pflanzen mit heilender Wirkung waren den Gwich'in bekannt und haben manchem, auch Europäern, das Leben gerettet.
Zwar wurden die Schamanen zunächst reich, da sie für ihre Heilung, die immer häufiger erbeten werden musste, beschenkt wurden, doch sie scheiterten auch immer häufiger an den unbesiegbaren Krankheiten Masern, Grippe und vor allem Pocken. So wandten sich viele Gwich'in augenscheinlich stärkeren Mächten zu, vor allem dem Christentum.

### Mission
In den 1850er Jahren erschienen erste Missionare, katholische und episkopalistische, im Gebiet der Gwich'in. Die Diakone Hudson Stuck, Alexander Hunter Murray, William Loola und Albert Tritt waren hierbei die hauptsächlichen Protagonisten. Die Tukudh-Bibel basierte dabei auf der King-James-Bibel. Geschrieben in einer eigens dazu geschaffenen Schrift, wurde diese Schrift dennoch später durch einen stringenteren Vorschlag von Bill Schneider ersetzt. Bis heute sind die Häuptlinge zugleich die Priester, wie etwa David Salmon von Chalkyitsik oder Trimble Gilbert von Arctic Village.
Der erste Missionar der Church of England war 1861 Rev. William West Kirkby, der nach Fort Yukon kam. Als er 1862 erneut in die Gegend kam und Fort Simpson besuchte, traf er auf seinen Kollegen Rev. Robert McDonald. Der spätere Archidiakon von Mackenzie River und Übersetzer des Gebetbuchs in Tukudh-Kutchin hatte sein Hauptquartier in St. Matthew’s Mission, am Peel River. Er entwickelte eine Silbenschrift für die Indianersprache. 1873 erschien sein A Selection from the Book of Common Prayer in der Schriftsprache.

## Aktuelle Situation

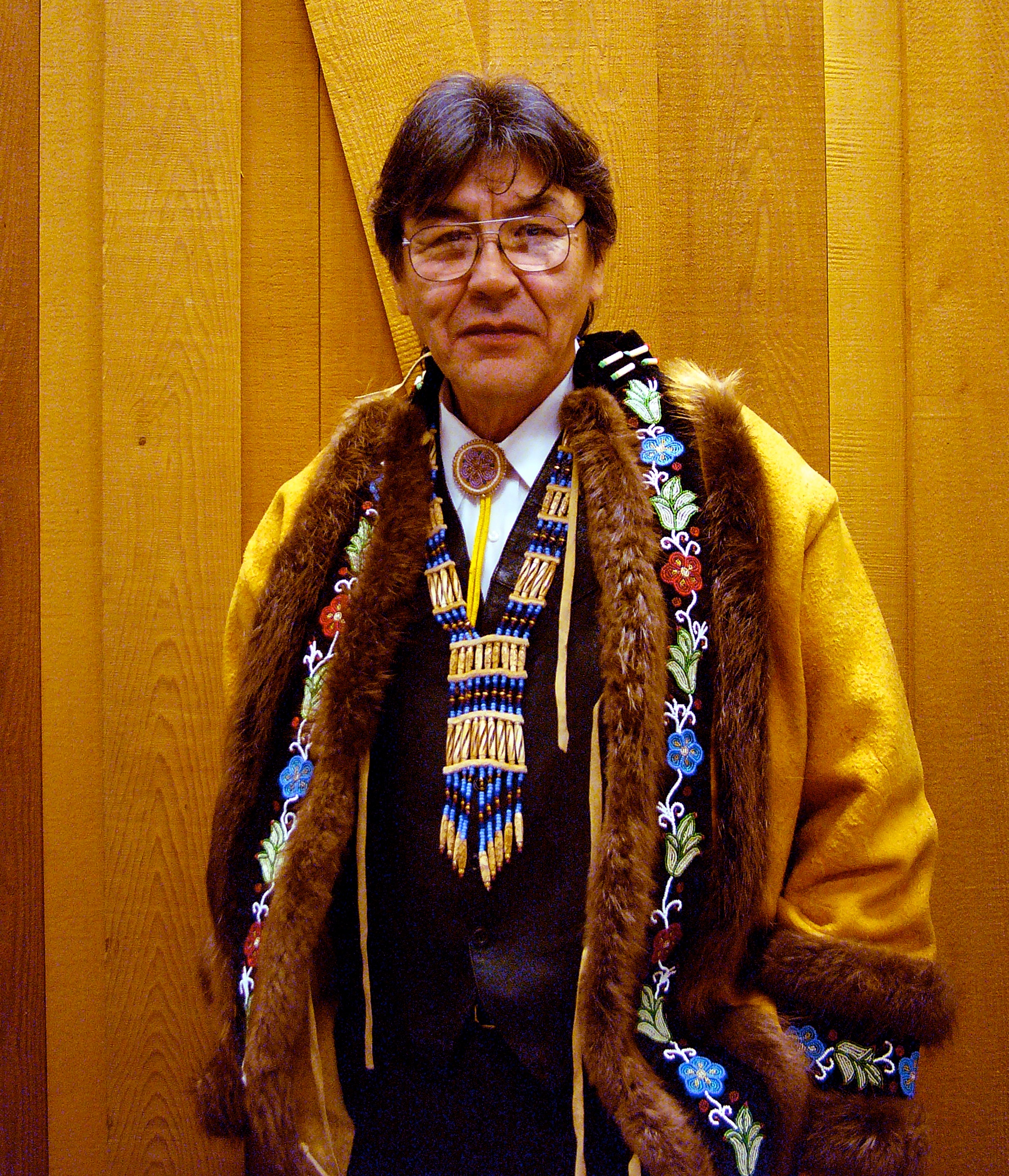
Clarence Alexander, 1. Häuptling der Kutchin, Fort Yukon 1980–1994

An der Abhängigkeit von der Porcupine-Karibuherde hat sich nicht viel geändert. Dazu kommen Fischfang und Gelegenheitsarbeiten. Daher wehren sich die Gwich'in seit 2005 gegen Versuche, in ihrem Gebiet Öl zu fördern. Das gilt vor allem für das Arctic National Wildlife Refuge und das Yukon Flats National Wildlife Refuge.
1999 wurde der Gwich'in Council International gegründet, um die grenzübergreifende Nation der Gwich'in als Einheit im Arctic Council zu vertreten, in dem sie eines von sechs ständigen Mitgliedern bilden. Der Rat vertritt die sechs Gwich'in-Gemeinden von Arctic Village, Chalkyitsik, Fort Yukon, Birtch, Circle und Venetie, zwei Körperschaften des Stammes, die Vuntut Gwitchin First Nation, die wiederum die Vuntut Gwitchin Old Crow vertritt und den Gwich'in Tribal Council als Vertreter von vier Gemeinden im Gebiet des Beaufort-Deltas in den Nordwest-Territorien. Kontakte bestehen zum Arctic Athabaskan Council (AAC), sowie zum Council of Yukon First Nations.
2000 und 2001 wurden 24 ältere Stammesmitglieder (Elders) interviewt, um ihr Wissen über die traditionelle Lebensweise aufzuzeichnen.
Der Klimawandel trifft die nördlichsten Indianer besonders hart. Das Auftauen des Permafrostbodens führt zu starken Veränderungen in der Landschaft: Die Böden erodieren, rutschen an Hängen ab und der trockene Torf wird zur idealen Nahrung für vernichtende Tundrabrände. Das schnellere Abtauen der Gletscher und größere Regenmengen führen zu häufigen Überschwemmungen in den Flusstälern, wo sich die meisten Gwich'in-Dörfer befinden. Allein 2009 wurden etwa 20 Dörfer überschwemmt. Dies alles hat zudem drastische Auswirkungen auf die Tierwelt, so dass u. a. die Zugwege der überlebensnotwendigen Lachse gestört werden, von denen die rund 60 Dörfer im Yukon-Gebiet abhängen.
Die bekannteste Vertreterin ihres Volkes ist die 1960 geborene Schriftstellerin Velma Wallis, die das traditionelle Leben ihrer Vorfahren in verschiedenen Erzählungen beeindruckend geschildert hat. Auch die Skilangläuferinnen Roseanne Allen und die Zwillingsschwestern Shirley und Sharon Firth gehören diesem Stamm an.

## Heutige Stämme, First Nations und Bands der Gwich'in
Die in Kanada lebenden Gwich'in sind heute als First Nations bzw. als vom kanadischen Staat laut Indian Act anerkannte Bands oder Tribes (Stämme) organisiert. In Alaska lebenden Gwich'in sind heute in sog. Alaska Native tribal entities (Stämmen) oder Alaska Villages organisiert. Ähnlich den kanadischen Inuit und First Nations, die als eigene Völker anerkannt sind, werden die indigenen Völker Alaskas in einigen rechtlichen Bereichen anders behandelt als die federally recognized tribes (Stämme) der Indianer im Rest der USA. Alle Gemeinden der Gwich'in haben sich 1999 im Gwich'in Council International zusammengeschlossen, um die Gwich'in Nation in den USA und Kanada als grenzüberschreitende Einheit im Arctic Council (Forum zum Interessenausgleich zwischen arktischen Anrainerstaaten und indigenen Völkern) zu vertreten, in dem sie als eine der sechs Dachorganisationen der Ureinwohner der Arktis als sogenannte Ständige Teilnehmer (Permanent Participants) ein garantiertes Beteiligungsrecht haben. Der Vorsitz des Gwich'in Council International wechselt alle zwei Jahre zwischen Yukon und Alaska, der Vice Chairman stammt immer aus Alaska. Alle Angaben bezüglich der Anzahl der Stammesmitglieder der kanadischen Gwich'in First Nations folgen jeweils den Angaben des Department of Indian Affairs and Northern Development (AANDC) (Stand: Juni 2015).

### Gwich'in Alaska
Die sechs Gwich'in tribal entities (Stämme) bzw. Native Villages der Yukon Flats werden politisch gegenüber der US-Regierung durch das Council of Athabascan Tribal Governments (CATG) vertreten, das insgesamt aus zehn Alaska Villages besteht: Arctic Village, Birch Creek, Canyon Village, Chalkyitsik, Circle, Fort Yukon und Venetie (alles Gwich'in) sowie Beaver, Rampart und Stevens (zumeist Koyukon mit einigen Gwich'in und Inupiat Eskimo). Alle diese Siedlungen oder CPDs liegen im Yukon-Koyukuk Census Area, der mit einer Fläche von ca. 382.810 km² (größer als Deutschland) und einer Bevölkerung von 5.588 mit 0,0173 Einwohnern/km² die niedrigste Bevölkerungsdichte aller Bezirke der Vereinigten Staaten aufweist. Da der in den USA gültige Indian Reorganization Act vorsieht, dass die jeweiligen indigenen Gemeinschaften gegenüber der Regierung durch einen gewählten Stammesrat (Tribal Council) – bestehend aus einem Häuptling und dessen Beratern (Councilors) – vertreten werden müssen, besteht das CATG Board of Directors aus den zehn gewählten Häuptlingen der vertreten Villages zusammen. Zudem sind sie ebenfalls Mitglied der Tanana Chiefs Conference (TCC), eines regionalen Zusammenschlusses aller Alaska Athabasken (mit Ausnahme der Ahtna und Dena'ina).
Arctic Village (Vashrąįį K’ǫǫ) am East Fork des Chandalar River (T'eedriinjik) rund 160 km nördlich von Fort Yukon (Gwicyaa Zhee / Gwichyaa Zheh) gelegen ist heute Heimat der dort ansässigen Neets'ąįį Gwich'in / Chandalar River Kutchin („Bewohner der Nordseite“). Diese lebten bis in die 1950er Jahre weiterhin traditionell als nomadische Jäger und Sammler und betreiben bis heute weitgehend Subsistenzwirtschaft – wird zusammen mit dem Native Village of Venetie durch das Venetie Tribal Government vertreten.
Im Native Village of Venetie (Vįįhtąįį) am Nordufer des Chandalar River (T'eedriinjik) rund 70 km nordwestlich von Fort Yukon (Gwicyaa Zhee / Gwichyaa Zheh), leben heute meist Neets'ąįį Gwich'in / Chandalar River Kutchin („Bewohner der Nordseite“) und einige Nachfahren der Di'hąįį Gwich'in / Upper Koyukuk River Kutchin („Volk, das am weitesten flussabwärts lebt“) und Gwichyaa Gwich'in / Yukon Flats Kutchin sowie K'iitł'it Gwich'in / Ketlit Kutchin („Volk von K'iitł'it, d. h. vom Upper Koyukuk River und Anaktuvuk Pass“), Letztere haben jedoch ihre separate Identität verloren. Die Familien des Stammes betreiben ebenfalls weitgehend saisonale Subsistenzwirtschaft – wird zusammen mit dem Arctic Village durch das Venetie Tribal Government vertreten.
Zudem werden durch Gwich'in des Venetie Tribal Government zumeist folgende Siedlungen noch saisonal genutzt: Canyon Village (Łąįį Tree Zhee), Christian Village und Sheenjak Village.
Der Birch Creek Tribe ist heute ansässig im namensgebenden Birch Creek (Tiheetsit'sai – „Platz, wo sich die Wasser treffen“) (heute meist jedoch Deenduu genannt) am Ufer des Birch Creek, ca. 42 km südwestlich von Fort Yukon (Gwicyaa Zhee / Gwichyaa Zheh) gelegen; er besteht größtenteils aus Nachfahren der Dendu Gwich'in / Birch Creek Kutchin („Volk im Vorgebirge der Tanana Hills und White Mountains“) sowie der Tennuth Gwich'in / Birch Creek Kutchin („Volk entlang des Birch Creek“), wobei es sich bei beiden Bands evtl. um ein und dieselbe Gruppe handelt und deren Bezeichnungen nur abweichenden Schreibvarianten sind.
Chalkyitsik Village (Jałgiitsik – „Ort des Angelhakens“) liegt am Nordufer des Black River (Draan'jik) ca. 80 km nordöstlich von Fort Yukon (Gwicyaa Zhee / Gwichyaa Zheh) und ist die Heimat der Draan'jik Gwich'in / Black River Kutchin („Volk entlang des Black River (Draan'jik)“). Früher lebten sie als Halbnomaden mit Winterdörfern am Oberlauf und Sommerdörfern am Unterlauf des Black River; trotz ihrer Ansiedlung leben sie heute größtenteils – wie manche subarktische und arktische Völker ebenfalls – immer noch von der Subsistenzwirtschaft.
Die Circle Native Community (Danzhit Khaiinląįį) befindet sich im gleichnamigen Village am Südufer (bzw. linken Ufer) des Yukon River und ist am südwestlichen Rand der Yukon Flats gelegen und ist heute Heimat der erst durch ihre dortige Ansiedlung neu formierten Gwich'in Band namens Danzhit Hanlaih Gwich'in („Volk, wo das Wasser aus den Bergen fließt“).
Fort Yukon (Gwicyaa Zhee / Gwichyaa Zheh) – „Haus in den Yukon Flats (Yukon Ebenen)“ am Zusammenfluss von Yukon River (Yukon – „großer Fluß“) und Porcupine River (Ch’ôonjik), ist die Heimat der Gwichyaa Zhee Gwich'in („Volk von Fort Yukon“) – vormals The Native Village of Fort Yukon genannt –, die größtenteils aus Nachfahren der Gwichaa Gwich'in / Yukon Flats Kutchin („Volk der Yukon Flats (Yukon Ebenen)“) bestehen sowie einigen zugezogenen Neets'ąįį Gwich'in / Chandalar River Kutchin („Bewohner der Nordseite“), Dendu Gwich'in / Birch Creek Kutchin („Volk im Vorgebirge der Tanana Hills und White Mountains“), Draan'jik Gwich'in / Black River Kutchin („Volk entlang des Black River (Draan'jik)“) sowie Gwichyaa Gwich'in / Yukon Flats Kutchin (nicht identisch mit den Gwichaa Gwich'in). Zu ihnen wurden im November 2009 424 Menschen gerechnet.
nicht offiziell als Gwich'in Villages zählende (jedoch mit Nachfahren von ihnen):
In Beaver Village (Koyukon: Ts’aahudaaneekk’onh Denh, Gwich'in: Hughuntahoonee' onh Dinh) am Nordufer des Yukon River, leben meist Athabasken mit Gwichaa Gwich'in / Yukon Flats Kutchin („Volk der Yukon Flats (Yukon Ebenen)“) und Koyukon-Vorfahren sowie Iñupiat Eskimo. Heute ist immer noch die saisonale Subsistenzwirtschaft eine wichtige Quelle für ihren Lebensunterhalt.
In Rampart Village (Koyukon: Dleł Taaneets) am Südufer des Yukon River gelegen, leben heute meist Koyukon und einige Nachfahren der Tatsa Gwich'in / Tatsakutchin.
Im Native Village of Stevens (Koyukon: Dinyea oder Denyeet – „mouth of the canyon“) – inmitten der Yukon Flats gelegen – leben heute zumeist Koyukon sowie Nachfahren der K'iitł'it Gwich'in / Ketlit Kutchin („Volk von K'iitł'it, d. h. vom Upper Koyukuk River und Anaktuvuk Pass“), wobei sich Letztere heute ebenfalls als Koyukon identifizieren.

### Gwich'in im Yukon und Nordwest-Territorium
Die Vuntut Gwitchin First Nation besteht aus Nachfahren der Van Tat Gwich'in / Crow River Kutchin („Volk inmitten der Seen (der Old Crow Flats)“) sowie aus einigen Dagudh Gwich'in / Upper Porcupine River Kutchin und ist die einzige Gwich'in First Nation im Yukon-Territorium. Der Hauptwohnort ist Old Crow (Teechik, heute: Van Tat) unterhalb der Mündung des Old Crow River (Chyahnjik) in den Porcupine River (Ch’ôonjik) gelegen und mit 128 km nördlich des Polarkreises zugleich die nördlichste Gemeinde in Yukon. Der Name des Hauptortes Old Crow leitet sich vom Häuptling Deetru' K'avihdik („Crow May I Walk“) ab, zu dessen Ehren der Fluss, die Ebenen sowie die Siedlung benannt wurden. Einige wohnen auch derzeit im CPD Eagle Village nahe der Stadt Eagle (in Häɬ goɬan: Tthee T’äwdlenn), das jedoch mehrheitlich von Han (Hän Hwëch'in) bewohnt wird (die fälschlich unter der Bezeichnung Hankutchin als eine Band der Gwich'in betrachtet wurden). Heute gibt es laut AANDC 543 Stammesmitglieder, von denen 240 noch im Reservat leben.
Die vier Gwich'in First Nations bzw. Bands entlang des Mackenzie River und dessen Delta im Nordwest-Territorium werden politisch gegenüber der kanadischen Regierung durch das Gwich'in Tribal Council (GCI) in Verhandlungen über Landansprüche vertreten. Zudem fördert die Organisation internationale Kontakte rund um die Arktis sowie Kulturinitiativen.
Die Aklavik First Nation (offizielle Bezeichnung) oder das Ehdiitat Gwich'in Council (eigene Bezeichnung) lebt im Weiler (Hamlet) namens Aklavik (Uummarmiutun Inuvialuktun: „Platz des Grizzly“) am Peel Channel im Mackenzie Delta in der Inuvik Region, ca. 100 km südlich der Beaufort Sea, einem einst für Siglit Inuit sowie Gwich'in wichtigen Handelsposten, an dem beide Völker sich trafen oder auch bekämpften. Die in Aklavik lebenden Gwich'in sind Nachfahren der Edhiitat Gwich'in / Ehdii Tat Gwich'in („Volk im Mackenzie River Delta“), die heute größtenteils – zusammen mit den ebenfalls hier ansässigen Uummarmiutun Inuit – versuchen ihr traditionelles halbnomadisches Leben mit saisonaler Subsistenzwirtschaft aufrechtzuerhalten. Sie leben deutlich stärker von Touristen, die durch das Delta, aber auch die Richardson Mountains angezogen werden. Aklavik war das administrative Zentrum für die westliche Arktis, bevor in den 1950er diese Rolle durch das neu gebaute Inuvik übernommen wurde. Heute zählt die First Nation nach AANDC 430 Stammesmitglieder, von denen 260 in der Siedlung leben.
Die Tetlit Gwich'in Council in Fort McPherson (Teet'lit Zheh) („Am Kopf der Wasser“) am Ostufer des Peel River (Teetl'it njik), ca. 187 km südlich von Inuvik, sind mit aktuell 1.429 Stammesmitgliedern (wovon 938 in Fort McPherson leben) die größte First Nation im Nordwest-Territorium und Nachfahren der Teetł'it Gwich'in / Teetl'it Zheh Gwich'in / Peel River Kutchin („Volk am Oberlauf des Peel River (Teetl'it njik)“). Zuerst wurde der Handelsposten Peel River House im Gwich'in Dorf Zheh gwajatin errichtet und 1840 nach Murdoch McPherson von der Hudson’s Bay Company in Fort McPherson umbenannt. Nach einer Überschwemmung wurde er 1848 rund 6 km flussabwärts verlegt und beim Gwich'in Dorf Chii Tsal Dik als Handelsposten und Fort wieder aufgebaut. Heute lebt die First Nation immer noch überwiegend von Jagd, Fallenstellerei, Fischfang und Tourismus. Am 26. Juli 1921 unterzeichnete Häuptling Julius Salu einen Vertrag mit der kanadischen Regierung. Am selben Ort unterzeichneten die Teel'it Zheh am 22. April 1992 das Gwich’in Comprehensive Land Claim Agreement, 1999 wurde der Stammesrat gegründet, der über zahlreiche Rechte einer Gebietskörperschaft in der Beaufort Delta Area (Gwich’in zusammen mit Inuvialuit) verfügt.
Die Gwichya Gwich'in Nation (offizielle Bezeichnung) oder Gwichya Gwich'in Council (eigene Bezeichnung) leben heute in der Charter Community of Tsiigehtchic (vormals: Arctic Red River) am Zusammenfluss des Mackenzie River (Nagwichoonjik) und des Arctic Red River (Tsiigèhnjik) („Eiserner Fluss“) in der Inuvik Region. Tsiigehtchic bedeutet in Gwich'in etwa „an der Mündung des eisernen Flusses, d. h. des Arctic Red River“, diese Bezeichnung als auch die englische könnte sich auf die gefundenen Eisenerze und Mineralien im Flusssediment des Arctic Red River beziehen. Sie sind Nachfahren der Gwichyaa Gwich'in / Kutchakutchin / Yukon Flats Kutchin („Volk der Yukon Flats (Yukon Ebenen)“) – die fälschlicherweise auch als Nakotchokutchin / Mackenzie Flats Kutchin bezeichnet wurden (jedoch stammt diese Bezeichnung wahrscheinlich von einer anderen Gwich'in Band, die damit zum Ausdruck brachten, dass Gwichyaa Gwich'in auch im Delta des Mackenzie River (Nagwichoonjik) lebten). Heute zählt die First Nation 469 Stammesmitglieder, von denen noch 133 in der Siedlung leben.
Die Inuvik Native oder Inuvik Nation (offizielle Bezeichnung) oder das Nihtat Gwich'in Council (eigene Bezeichnung) sind Nachkommen der Nihtat Gwich'in („gemischte Völker“), deren Name sich darauf zurückführt, dass mehrere verschiedene Gwich'in Bands gezwungen wurden, sich politisch als eine Band zu betrachten und in einer gemeinsamen Siedlung sich niederzulassen. Sie leben heute in Inuvik am East Channel des Mackenzie River, 120 km südlich des Arktischen Ozeans sowie 200 km nördlich des Polarkreises. Inuvik wurde durch die kanadische Bundesregierung in den 1950er neu errichtet, um Aklavik zu ersetzen, das immer wieder Opfer von Überschwemmungen im Frühjahr wurde und keinen Raum zur Erweiterung der Siedlung bot. Heute zählt die First Nation 599 Stammesmitglieder, von denen allerdings nur noch 195 in Inuvik leben.